# Силвер Лејк (Охајо)
Силвер Лејк (енгл. Silver Lake) град је у америчкој савезној држави Охајо.

## Демографија
По попису из 2010. године број становника је 2.519, што је 500 (-16,6%) становника мање него 2000. године.
| Група             | 2000.         | 2010.         |
| Белци             | 2.952 (97,8%) | 2.416 (95,9%) |
| Афроамериканци    | 4 (0,1%)      | 14 (0,6%)     |
| Азијати           | 21 (0,7%)     | 38 (1,5%)     |
| Хиспаноамериканци | 24 (0,8%)     | 34 (1,3%)     |
| Укупно            | 3.019         | 2.519         |